# Kärna församling

Kärna församling vapen

Kärna församling är en församling i Linköpings stift inom Svenska kyrkan. Församlingen utgör ett eget pastorat och ligger i Linköpings kommun i Östergötlands län.

## Administrativ historik
Församlingen har medeltida ursprung.
Församlingen utgjorde till 1 maj 1867 ett eget pastorat. Från 1 maj 1867 har församlingen varit moderförsamling i pastoratet Kärna och Kaga som 1941 utökades med Ledbergs församling. 2014 införlivades Kaga och Ledbergs församlingar och Kärna utgör därefter ett eget pastorat.

## Kyrkoherdar
Lista över kyrkoherdar. Församlingen var från 1558 prebende åt Linköpings stifts biskopar.
| Ämbetstid | Namn                     | Levnadstid | Övrigt |
| --------- | ------------------------ | ---------- | ------ |
| 1343–1366 | Johannes Ragwaldi        |            |        |
| 1375–1381 | Sune Trolle              |            |        |
| 1403–1408 | Johannes Laurencii Bonde | –1414      |        |
| 1550–1558 | Petrus Follingius        | –1565      |        |

### Komministrar
Lista över komministrar. Tjänsten drogs in 1864. Prästbostaden Örberga tillföll 1867 komministern i Kaga församling som blev pastoratets gemensamma komminister.
| Ämbetstid | Namn                           | Levnadstid | Övrigt                                                    |
| --------- | ------------------------------ | ---------- | --------------------------------------------------------- |
| 1593      | Matthias Erici (Angermannus)   | –1643      | Senare kyrkoherde i Skeppsås församling.                  |
| 1601      | Johannes Laurentii             |            |                                                           |
| 1610      | Jonas J.                       |            |                                                           |
| 1633      | Jonas Benedicti Kylander       |            | Komminister. Senare kyrkoherde i Landeryds församling.    |
| 1635      | Petrus Andreae Kernander       |            | Komminister. Senare kyrkoherde i Hägerstads församling.   |
| 1651-1657 | Laurentius Svenonius Rystadius | –1668      | Komminister. Senare kyrkoherde i Näsby församling.        |
| 1658      | Magnus Petri Ambergius         |            | Komminister. Senare komminister i Ödeshögs församling.    |
| 1662–1665 | Magnus Haquini                 | 1625–1693  | Komminister. Senare kyrkoherde i Drothems församling.     |
| 1665–1668 | Johannes Svenonis Norbergius   | 1643–1692  | Komminister. Senare kyrkoherde i Svanshals församling.    |
| 1668      | Olaus Magni Normander          |            | Komminister. Senare komminister i Normlösa församling.    |
| 1670-1695 | Joanner Petri Follinus         | -1695      | Komminister.                                              |
| 1695      | Benedictus Gillbom (Gihlbom)   |            | Komminister. Senare komminister i Mogata församling.      |
| 1698–1710 | Haraldus Sandelius             | 1668–1725  | Komminister. Senare kyrkoherde i Stens församling.        |
| 1710      | Isaacus Triwallius             |            | Komminister. Senare kyrkoherde i Vårdnäs församling.      |
| 1719-1726 | Daniel Trivallius              | 1694-1726  | Komminister.                                              |
| 1727-1733 | Andreas Forling                | 1693-1733  | Komminister.                                              |
| 1734–1744 | Per Alfving                    | 1697–1749  | Komminister. Senare kyrkoherde i Skällviks församling.    |
| 1744-1754 | Henrik Bergling                | 1707-1754  | Komminister.                                              |
| 1757–1771 | Bengt Torenstedt               | 1719–1793  | Komminister. Senare kyrkoherde i Styrestads församling.   |
| 1773–1779 | Clas Georg Tempelman           | 1745–1810  | Komminister. Senare kyrkoherde i Gårdeby församling.      |
| 1779–1791 | Magnus Wirstedt                | 1742–1803  | Komminister. Senare kyrkoherde i Vånga församling.        |
| 1791–1805 | Per Laurenius                  | 1758–1822  | Komminister. Senare kyrkoherde i Östra Stenby församling. |
| 1805–1810 | Erik Ullvin                    | 1768–1846  | Senare kyrkoherde i Drothems församling.                  |
| 1811-1843 | Johan Magnus Wessén            | 1778-1843  | Komminister.                                              |
| 1844-1849 | Johan Zetterstrand             | 1801-1876  | Komminister. Senare kyrkoherde i Örberga församling.      |
| 1849-1864 | Johan Wannstedt                |            | Komminister. Senare kyrkoherde i Fornåsa församling.      |

## Klockare och organister
| Verksam   | Namn                | Levnadstid | Övrigt                     |
| --------- | ------------------- | ---------- | -------------------------- |
| 1697-     | Carl Adamsson       |            | Klockare                   |
| -1700     | Per Svensson        |            | Klockare                   |
| 1701-     | Jonas Lind          |            | Klockare                   |
| -1710     | Nils                | -1710      | Klockare                   |
| 1711-1715 | Jonas Lindberg      | 1685-      | Klockare                   |
| 1715-1734 | Anders Nilsson      |            | Klockare                   |
| 1735-1775 | Anders Hansson      | 1713-1775  | Klockare                   |
| 1776-1812 | Anders Forsén       | 1754-1812  | Klockare och organist 1778 |
| 1813-1863 | Nils Wilén          | 1783-1863  | Klockare och organist      |
| 1863-1883 | Sven Wilhelm Åbom   | 1827-1918  | Klockare och organist      |
| 1883-1895 | Oskar Emil Brostedt | 1865-1913  | Klockare och organist      |
| 1896-1924 | Frans Oskar Holmer  | 1862-1926  | Klockare och organist      |
| 1925-     | Erik Svensson       | 1895-1964  | Klockare och organist      |

## Kyrkor
- Kärna kyrka
- Ledbergs kyrka
- Kaga kyrka